# L'Ignorància
L'Ignorància, amb el subtítol de Revista Crónica: Orga y Xeremíes d'una Societat de Mallorquins, va ser una revista de publicació setmanària que es va publicar a Palma entre els anys 1879 i 1885. Fundada per Bartomeu Ferrà i Mateu Obrador, que en foren director i redactor fins al 25 de desembre de 1880. Després va ser dirigida per Pere d'Alcàntara Peña, a excepció dels primers mesos de 1884 que va ser dirigida per Mateu Obrador. Editada per la Impremta de Pere Gelabert, n'aparegueren quatre volums, el primer número dels quals va aparèixer el 21 de juny de 1879, i el darrer, el 25 de juliol de 1885.

## Orígens
L'Ignorància va ser una societat d'escriptors sorgida dins la revista La Dulzaina (1868-69), entorn de la figura de Bartomeu Ferrà. Entre els integrants del grup hi havia Gabriel Maura, Jeroni i Tomàs Fortesa i Mateu Obrador. Prop del grup hi havia escriptors de més edat com Pere d'Alcántara Peña i Tomàs Aguiló i Fortesa. Ells varen ser els responsables de l'aparició del calendari El Sarracossano (1868-1873) i més tard de la revista L'Ignorancia, fites cabdals del costumisme mallorquí.

## Significació
És la revista més important del costumisme mallorquí. El seu èxit popular va ser molt important a Mallorca (d'algun exemplar se n'editaren 7.500 exemplars), incorporant-se la revista i alguns dels seus contenguts a la tradició oral. El seu caràcter era satíric i humorístic, però també incloïa articles d'opinió, quadres de costums i narracions. La seva ideologia era tradicionalista i molt conservadora.
Josep Maria Llompart diu que va ser un setmanari humorístic que malgrat el localisme que traspuava i la seva reduïda transcendència, representa una fita important per a la història de la literatura mallorquina. L'Ignorancia fou el vehicle d'expressió i difusió del costumisme, la palestra on va exercitar-se i va cobrar agilitat la nostra prosa moderna, tot just adolescent.

## Col·laboradors
Hi aparegueren les primeres rondalles de Mossèn Antoni Maria Alcover, part dels Aigoforts de Gabriel Maura i de les narracions de Pere d'Alcántara Peña.
Hi escrigueren: Bartomeu Ferrà (Mossèn Lluch, Un trobador d'aigos, Aliatar), Mateu Obrador (Goriet, Miranius), Pere d'Alcàntara Peña (L'amo'n March de Son Banya, Not Net, Pep d'Aubenya, Claret i Poquet), Gabriel Maura (Pau de la Pau), Tomàs Forteza (Filosofus, Madò Clara de Son Clar), Marcel·lina Moragues (Una Selvatgina), Antoni Frates (Nemo), Antoni Maria Alcover (Jordi des Racó), Bartomeu Singala (Un ferit d'ala, En Llorenç Malcasadís), Joan O'Neille (Toni Tro, Toni Tebacada), Sebastià Barceló (Mestre Grinos), Jaume Cerdà (Aliquid), Tomàs Aguiló (El sen Tià d'Alaró), Josep Tous (Pep de Palma, Pep de Tots), Antoni Maria Penya (Mestre Escriviu, Un missatge de Galdent), Frederic Valenzuela (Un rondaller), Jaume Martorell (El Sen Gurió), Ignasi Sureda (Un d'Artà), Ildefons Rul·lan (Un estudiant doblegat), Francesc Casasnovas (Silencio), Miquel Garau (Barullo), Andreu Parera (Ferostes).

## Continuadors
La revista va tenir continuïtat a través del setmanari La Roqueta (1887-1902, amb interrupcions). Amb el títol de L'Ignorancia encara aparegueren altres revistes, una del 9 de gener al 10 d'octubre de 1902 i una altra del 1918 al 1921, però aquestes publicacions no arribaren al nivell de la revista original.

## Edició facsímil
La versió facsímil va ser editada per Lluís Ripoll entre 1970 i 1973, també a Palma, per la impremta de Mossèn Alcover. Cada volum presenta un pròleg i un comentari inicial de l'escriptor Lluís Ripoll de setze pàgines, on comenta de cinc en cinc els números publicats. Cada volum recull aproximadament vuitanta números de la revista.